# Agathis laevithorax
Agathis laevithorax är en stekelart som beskrevs av Maximilian Spinola 1851. Agathis laevithorax ingår i släktet Agathis och familjen bracksteklar. Inga underarter finns listade i Catalogue of Life.